# Молибдат меди(II)
Молибдат меди(II) — неорганическое соединение,
соль меди и молибденовой кислоты с формулой CuMoO4,
жёлто-зелёные кристаллы,
не растворяется в воде.

## Получение
- Обменные реакции:

{\displaystyle {\mathsf {Na_{2}MoO_{4}+CuSO_{4}\ {\xrightarrow {}}\ CuMoO_{4}\downarrow +Na_{2}SO_{4}}}}

## Физические свойства
Молибдат меди(II) образует жёлто-зелёные кристаллы нескольких модификаций:
- триклинная сингония, пространственная группа P 1, параметры ячейки a = 0,9901 нм, b = 0,6786 нм, c = 0,8369 нм, α = 101,13°, β = 96,88°, γ = 107,01°, Z = 6, при комнатной температуре;
- триклинная сингония, пространственная группа P 1, параметры ячейки a = 0,6352 нм, b = 0,6986 нм, c = 0,7447 нм, α = 73,53°, β = 72,98°, γ = 84,95°, при комнатной температуре [1];
- триклинная сингония, пространственная группа P 1, параметры ячейки a = 0,9699 нм, b = 0,6299 нм, c = 0,7966 нм, α = 94,62°, β = 103,36°, γ = 103,17°, Z = 6, при температуре ниже 200 К [2];

Не растворяется в воде.

## Применение
- Для приготовления реактива Швейцера.
- Пигмент.
- Ингибитор коррозии.